# Józef Seruga
Józef Seruga (ur. 9 stycznia 1886 w Łapczycy, zm. wiosną 1940 w Katyniu) – doktor historii, archiwista, bibliotekarz, podpułkownik łączności Wojska Polskiego, ofiara zbrodni katyńskiej.

## Życiorys
Urodził się w Łapczycy, w ówczesnym powiecie bocheńskim Królestwa Galicji i Lodomerii, w chłopskiej rodzinie Piotra i Marii z Chlebków. W Łapczycy ukończył szkołę powszechną, następnie w 1906 Państwowe Gimnazjum w Bochni, gdzie zdał maturę. W tym czasie włączył się i organizował działalność niepodległościową i podziemną (ukrywał uciekinierów z zaboru rosyjskiego, utworzył tajne biuro paszportów). W 1906 podjął studia na Wydziale Inżynierii Szkoły Politechnicznej we Lwowie, których nie ukończył. Przez rok przebywał w USA, gdzie pracował jako robotnik.
W 1912 ukończył studia na Wydziale Filozoficznym Uniwersytetu Jagiellońskiego, gdzie studiował historię pod kierunkiem m.in. Stanisława Krzyżanowskiego, Feliksa Kopery, Jana Ptaśnika i in. Na studiach działał w Związku Młodzieży Polskiej „Zet” (1906–1909), w organizacji „Zarzewie” i w Drużynach Strzeleckich (1909–1914). Jako stypendysta pracował w Bibliotece Akademii Umiejętności przy katalogowaniu rękopisów i dyplomów. Po ukończeniu studiów w 1912 r. rozpoczął pracę w Archiwum Akt Dawnych miasta Krakowa, jednocześnie podejmując dalsze studia prawnicze, przerwane przez wybuch I wojny światowej.
W czasie wojny walczył w szeregach cesarskiej i królewskiej Armii. Na stopień podporucznika został mianowany ze starszeństwem z 1 listopada 1916 roku w korpusie oficerów rezerwy piechoty. W 1918 roku jego oddziałem macierzystym był Pułk Telegraficzny. Dzięki poparciu Akademii Umiejętności latach 1916–1918 pracował jako referent do spraw archiwalnych oraz konserwator zabytków archiwalnych i bibliotecznych we Wschodniej Galicji przy Generalnym Gubernatorstwie Lubelskim. Nie przerwał pracy naukowej i w 1917 r. uzyskał doktorat w oparciu o pracę pt. "Jan Haller, kupiec krakowski i jego działalność wydawniczo-księgarska" (opublikowaną w 1933 r. nakładem Towarzystwa Miłośników Historii i Zabytków Krakowa). Po odzyskaniu niepodległości pozostał w Lublinie, kierując pracą Komisji Archiwalnej, a od 1919 r. jako archiwista Wydziału Archiwów Państwowych.
Podczas wojny polsko-bolszewickiej był dowódcą kompanii telegraficznej nr 2 w Zegrzu. 9 września 1920 roku został zatwierdzony z dniem 1 kwietnia 1920 roku w stopniu kapitana, w Korpusie Wojsk Łączności, w grupie oficerów byłej armii austriacko-węgierskiej. Pełnił wówczas służbę w Oddziale III Sztabu Ministerstwa Spraw Wojskowych. 1 czerwca 1921 roku pełnił służbę w 1 Batalionie Zapasowym Telegraficznym. W 1924 pełnił służbę w Centralnych Zakładach Wojsk Łączności w Warszawie na stanowisku II zastępcy kierownika zakładów. W styczniu 1925 został przydzielony z do macierzystego 2 Pułku Łączności w Jarosławiu na stanowisko zastępcy dowódcy pułku. 3 maja 1926 roku został mianowany podpułkownikiem ze starszeństwem z 1 lipca 1925 roku i 1. lokatą w korpusie oficerów łączności. W czerwcu 1926 został przydzielony do Dowództwa Okręgu Korpusu Nr V w Krakowie na stanowisko szefa łączności. W 1928 roku był szefem 5 Okręgowego Szefostwa Łączności w Krakowie, pozostając oficerem nadetatowym 2 płącz. W marcu 1929 został zwolniony z zajmowanego stanowiska i pozostawiony bez przynależności służbowej z równoczesnym oddaniem do dyspozycji dowódcy Okręgu Korpusu Nr V. Z dniem 31 sierpnia 1929 został przeniesiony w stan spoczynku. Pracował w Centralnym Archiwum Wojskowym.
W 1931 został kustoszem zbiorów bibliotecznych i muzealnych Branickich i Tarnowskich na zamku w Suchej. Specjalizował się w historii książki polskiej w epoce renesansu, badał dzieje polskiej wojskowości. Wraz z Zygmuntem Hendelem opublikował studium o charakterze architektoniczno-historycznym Kościół Narodzenia Najświętszej Maryi Panny w Łapczycy (1919).
Po wybuchu II wojny światowej w czasie kampanii wrześniowej został ranny w trakcie bombardowania Lwowa, a po agresji ZSRR na Polskę aresztowany przez Sowietów . Był przetrzymywany w obozie w Kozielsku. Na wiosnę 1940 został zabrany do Katynia i rozstrzelany przez funkcjonariuszy Obwodowego Zarządu NKWD w Smoleńsku oraz pracowników NKWD przybyłych z Moskwy na mocy decyzji Biura Politycznego KC WKP(b) z 5 marca 1940. Jest pochowany na terenie obecnego Polskiego Cmentarza Wojennego w Katyniu. Grób symboliczny znajduje się na cmentarzu Prądnik Czerwony w Krakowie (kwatera E-XV-wsch.-5).

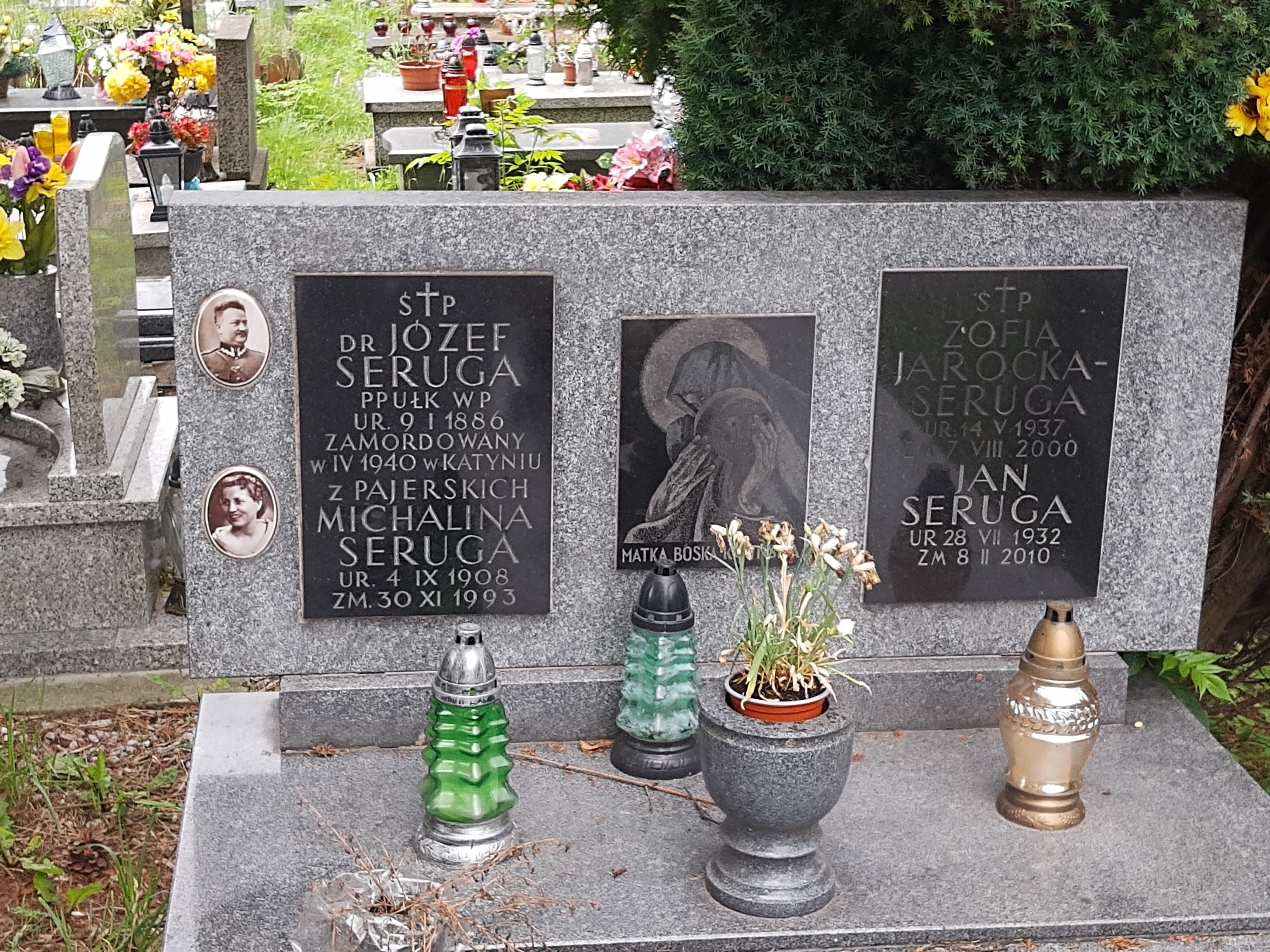
Grób symboliczny na cmentarzu Prądnik Czerwony w Krakowie

Józef Seruga był żonaty z Michaliną z Pajerskich, z którą miał synów Leszka i Jana .

## Ordery i odznaczenia
- Złoty Krzyż Zasługi (10 listopada 1928)[16]
- Medal Niepodległości (9 października 1933)[17]
- Medal „Za Udział w Wojnie Obronnej 1939” (pośmiertnie)[2]
- Brązowy Medal Zasługi Wojskowej na wstążce Krzyża Zasługi Wojskowej (Austro-Węgry)[18]

## Upamiętnienie
W 1997 imieniem i nazwiskiem Józefa Serugi nazwano ulicę w Bochni. 
5 października 2007 roku Minister Obrony Narodowej Aleksander Szczygło mianował go pośmiertnie do stopnia pułkownika. Awans został ogłoszony 9 listopada 2007 roku, w Warszawie, w trakcie uroczystości „Katyń Pamiętamy – Uczcijmy Pamięć Bohaterów”.
W ramach akcji „Katyń... pamiętamy” / „Katyń... Ocalić od zapomnienia” Dąb Pamięci honorujący Józefa Serugę został zasadzony w Słupnie oraz 13 kwietnia 2010 w Bochni.